# Ханон Мореплавателя
Хано̀н Мореплавателя (на испански: Hannón el Navegante) е картагенски мореплавател, ръководил експедиция по западното крайбрежие на Африка в средата на 5 век пр.н.е.

## Експедиционна дейност
Основният източник за пътуването на Ханон Мореплавателя е гръцки текст, озаглавен „Пътешествието на Ханон, водач на картагенците, около частите на Либия отвъд Херкулесовите стълбове“. Той е известен на древни автори като Плиний Стари и Ариан и се предполага, че е гръцки превод на плоча, поставена от самия Ханон в храма на Баал в Картаген.
Според преобладаващото мнение, експедицията на Ханон е организирана с цел да укрепи картагенското присъствие по атлантическото крайбрежие на Северозападна Африка. Там той основава или подсилва с нови колонисти градовете Тимиятерион (край днешния Кенитра), Солеис (днес Медуза), Акра (днес Агадир). След това продължава на юг, но не е сигурно до коя точка от крайбрежието достига. Сведенията за пътуването, достигнали до наши дни, са неточни, а според някои изследователи, например Уормингтън, оригиналният текст умишлено е съставен с грешки и неточности, за да заблуди потенциални търговски конкуренти на Картаген. Почти всички изследователи приемат, че Ханон достига до устието на река Сенегал, а според някои хипотези – дори до крайбрежието на днешните Камерун и Габон.